# Днепровская оборонительная линия
Днепровская (оборонительная) линия — цепь крепостей второй половины XVIII века в Приазовье. Расположена на территории нынешней Запорожской области Украины.

## Проект 1750 года
В 1750 году, во времена царствования Елизаветы I уже рассматривался вопрос о строительстве новой оборонительной линии южнее и взамен существующей Украинской.
Тогда планировалось построить линию от Днепра (в месте впадения реки Самары) до Северского Донца (в месте впадения реки Лугани).
Новая линия должна была включать с себя 14 крепостей и 2 ретраншемента:
- 1. Ретраншемент при урочище Сторожевой могилы,
- 2. Крепость при реке Татарке,
- 3. Крепость при реке Волчьей,
- 4. Крепость при реке Самаре близ урочища Заплавки устья верхней Терновки,
- 5. Крепость при устье речки Сухой Чаплынки,
- 6. Крепость при реке Самаре между устья речек Быка и Бычка
- 7. Крепость при реке Самаре против устья речки Нижней Опалихи и Процикова зимовника,
- 8. Крепость при реке Водяной, В. Крепость при устье речки Курылчиной, С. Окончание линии до города Изюма,
- 9. Крепость в вершинах Казённого Торца,
- 10. Крепость в вершинах Кривого Торца,
- 11. Крепость в вершинах реки Крынки,
- 12. Крепость в вершинах реки Белой,
- 13. Крепость в середине реки Белой,
- 14. Крепость при устье речки Олхованки,
- 15. Ретраншемент при устье речки Лугани и окончание линии.

Как упрощенный вариант, рассматривался и проект строительства линии до впадения в Северский Донец реки Казённый Торец. с крепостями
- 9. Крепость на Казённом Торце при устье речки Грузской,
- 10. Крепость при Казённом Торце против устья реки Маячки,
- 11. Ретраншемент при устье Казённого Торца, против Рай-городка и окончание проекта.[1]

Однако, из-за недостатка финансирования от осуществления этого проекта отказались.

## Основание и предназначение
Днепровская линия создавалась для защиты южных рубежей Российской империи от набегов крымских татар. Линия была построена вместо Украинской линии, утратившей своё значение в связи с присоединением в конце XVIII века земель т. н. Дикого поля к Российской империи.
В 1769 году было поручено генерал-поручику Деденеву составить проект пограничной линии которая прикрыла бы Украину от Азовского моря до Днепра.
10 мая 1770 года, в разгар русско-турецкой кампании, последовали утверждённые императрицей Екатериной II пункты Военной коллегии «Об устройстве линии по рекам Берде и Московке», в соответствии с которыми планировалась укреплённая оборонительная линия в составе семи отстоящих друг от друга примерно на 30 верст крепостей.
Начиналась Днепровская линия от места впадения реки Сухой Московки в Днепр, проходила по линиям рек Конка (Конские Воды) и Берда, и заканчивалась на побережье Азовского моря у устья реки Берда, совпадая с границей, определённой Белградским миром в 1742 году. Всю линию планировалось построить за 5 лет.

## Крепости Днепровской линии
Ниже перечислены в порядке следования от Днепра к Азовскому морю:
1. Александровская крепость — при устье реки Сухая Московка, впадающей в Днепр (находилась на территории современного г. Запорожье)
2. Никитинская крепость — на правом берегу реки Конка, в 20-ти верстах от выхода в долину Днепра. Ныне находится на территории современного пгт Камышеваха Ореховского района Запорожской области. На месте Никитинской крепости сохранились валы, возвышающиеся от полутора до трёх метров и рвы полуметровой глубины[3].
3. Григорьевская крепость — вблизи двух речек, впадающих в Конку — Вербовой и Жеребца.
4. Кирилловская крепость — на правом берегу притока реки Конки — речки Малой Токмачки. Нныне на территории с. Семёновки Пологовского района
5. Алексеевская крепость — в истоке реки Берда, впадающей в Азовское море
6. Захарьевская крепость — на левом берегу реки Берда, против «разоренного, неизвестного ретранжамента, с давних пор бывшего» (ныне находится на территории современного села Калайтановка)
7. Петровская крепость — над Азовским морем при устье реки Берда (ныне находится на территории современного села Новопетровка)

Кроме того, согласно плану предусматривалось создать ещё и водное препятствие на пути врага, подняв уровень воды в реках с помощью дамб.
Согласно проекту, три крепости планировались батальонными, остальные — двуротными

### Происхождение названий крепостей
Нет однозначной точки зрения, в честь кого были названы крепости. Для Александровской крепости называются имена князя Александра Вяземского, генерал-фельдмаршала Александра Голицына; существует мнение, что крепость названа Екатериной II в честь святого, чьё имя было указано в церковном календаре за первую половину 1770 года.
Аполлон Скальковский полагал, что названия крепостям даны по именам важнейших сановников того времени: Никитинская крепость — в честь князя Никиты Трубецкого или графа Никиты Панина, Кирилловская — в честь гетмана Кирилла Разумовского, Яков Новицкий дополняет этот ряд возможностью наименования Петровской крепости в честь генерал-фельдмаршала графа Петра Александровича Румянцева, Алексеевской — в честь графа Алексея Григоръевича Орлова-Чесменского и Григорьевской — в честь Григория Александровича Потемкина.
В 2013 году А. В. Макидоновым была выдвинута версия, что Александровская крепость была названа коллективным именем трёх членов Совета при Высочайшем Дворе: вице-канцлера Коллегии иностранных дел, действительного камергера, действительного тайного советника, князя Александра Михайловича Голицына; сенатора, генерал-прокурора, князя Александра Алексеевича Вяземского и действительного камергера, генерал-фельдмаршала, князя Александра Михайловича Голицына. Согласно этой же версии и остальным крепостям Днепровской линии имена были даны в честь членов Совета при высочайшем дворе, заседавших в 1769—1770 гг., и имевших непосредственное отношение к выработке решений по созданию Линии.

### Строители крепостей
Производство работ по строительству Днепровской линии было поручено члену военной коллегии, генерал-поручику Михаилу Деденеву. Я. Новицкий указывает, что работы производились под наблюдением Евдокима Щербинина, однако исследователь А. Макидонов считает это ошибкой. В 1771 г. (в 1772 г. согласно Я. Новицкому) Деденева сменил в должности генерал-майор Василий Чертков.
Екатерина ІІ в своём повелении от 2 сентября 1770 г. Слободскому (Харьковскому) губернатору Е. А. Щербинину писала: «… Мысли Мои однако же непрестанно стремятся к благоденствию и утверждению спокойного жития от Бога врученного Мне народа, а потому за нужное Я почла, дабы как Малороссийская так и Слободская губернии навсегда от Европы варваров обеспечена была, учредить линию крепостей от Берды до Днепра».
Александровская крепость была заложена в августе 1770 года у реки Мокрая Московка, но затем была перенесена ближе к Днепру и к левому берегу Сухой Московки.
Петровская крепость была построена известным военным инженером, полковником (вскоре получившим чин генерал-майора) Александром Ивановичем Ригельманом.
Для строительства линии было привлечено 5 тысяч работников из окрестных губерний.
Генерал Берг прикрывал постройку линии от крымских татар.

### Петровская крепость
Осенью 1782 года в крепость Петровскую в устье Берды, переплыв Азовское море, прибыл из Крыма (Керчи — прим.), после вспыхнувшего там антиханского мятежа, для переговоров с князем Потёмкиным Григорием Александровичем последний крымский хан Шагин-Гирей. 21 сентября 1782 года «… Князь Григорий Александрович имел до двух часов секретную конференцию с Его Светлостью Ханом; разставшись же, он того числа возвратиться изволил, а на другой день Хан, с ними я и весь обоз по препровождениям двух пехотных полков и части донских казаков, совершенно выступя в поход, достигли расстоянием 35 верст от здешней крепости», — донес 24 сентября 1782 года российский резидент при хане Шагин-Гирее Веселицкий П. П. императрице Екатерине II. Командовал двумя пехотными полками, «у крепости Петровской находящимися», препровождавшими последнего крымского хана Шагин-Гирея в его последнем походе на Крым, племянник светлейшего князя Потёмкина Г. А. — генерал-майор Александр Николаевич Самойлов.

## Судьба линии после 1783
После присоединения Крымского ханства к Российской империи в 1783 году Днепровская линия утратила своё значение. В 1800 г. крепости — Александровская и Петровская уже не были включены в список действующих крепостей Российской империи.